# Алварејдо (Минесота)
Алварејдо (енгл. Alvarado) град је у америчкој савезној држави Минесота.

## Демографија
По попису из 2010. године број становника је 363, што је 8 (-2,2%) становника мање него 2000. године.
| Група             | 2000.       | 2010.       |
| Белци             | 332 (89,5%) | 301 (82,9%) |
| Афроамериканци    | 0 (0,0%)    | 1 (0,3%)    |
| Азијати           | 0 (0,0%)    | 1 (0,3%)    |
| Хиспаноамериканци | 38 (10,2%)  | 59 (16,3%)  |
| Укупно            | 371         | 363         |